# Blennidus marlenae
Blennidus marlenae là một loài bọ chân chạy thuộc phân họ Pterostichinae. Loài này được Moret mô tả năm 1995.